# ريكاردو بلانكو
ريكاردو بلانكو (بالإسبانية: Ricardo Blanco)‏ هو لاعب كرة قدم كوستاريكي في مركز wide midfielder ‏، ولد في 12 مايو 1989 في Sabanilla District, Alajuela ‏ في كوستاريكا. شارك مع منتخب كوستاريكا تحت 20 سنة لكرة القدم ومنتخب كوستاريكا تحت 23 سنة لكرة القدم ومنتخب كوستاريكا لكرة القدم. أما مع النوادي، فقد لعب مع ديبورتيفو سابريسا ونادي كارتاهينيس.

## وصلات خارجية
- ريكاردو بلانكو على موقع الاتحاد الدولي (مؤرشف)  (الإنجليزية)
- ريكاردو بلانكو على موقع قاعدة بيانات كرة القدم.إي يو (الإنجليزية)
- ريكاردو بلانكو على موقع ناشيونال فوتبول تيمز (الإنجليزية)
- ريكاردو بلانكو على موقع Soccerway.com (الإنجليزية)
- ريكاردو بلانكو على موقع عالم كرة القدم.نت (الإنجليزية)